# چونگ‌جن
چونگ‌جن (چینی ساده‌شده: 崇祯؛ چینی سنتی: 崇禎؛ پین‌یین: Chóng Zhēn؛ انگلیسی: Chongzhen) به معنای فرخنده و ارجمند، نام پادشاهی جو یوجیان ((۶ فوریه ۱۶۱۱–۲۵ آوریل ۱۶۴۴)، شانزدهمین و آخرین امپراتور دودمان مینگ بود. او همچنین پنجمین فرزند امپراتور تایچانگ و برادر امپراتور تیانچی بود.

## آغاز سلطنت
جو یوجیان در سن ۱۶ سالگی و به دنبال مرگ برادرش امپراتور تیانچی که هیچ وارث مذکری نداشت در ۲ اکتبر ۱۶۲۷ به تخت سلطنت رسید و با نام چونگ‌جن، دوران امپراتوری خود (۵ فوریه ۱۶۲۸–۲۵ آوریل ۱۶۴۴) را آغاز نمود. از آنجا که امپراتور پیشین علاقه‌ای به کشورداری نداشت و بیشتر وقتش را به کار مورد علاقه‌اش نجاری می‌گذراند، ادارهٔ تمام امور کشور در دست خواجهٔ اعظم دربار وی جونگ‌شیان و دایهٔ امپراتور بانو که قرار گرفته بود که با اعمال پلید خود موجبات نارضایتی مردم و زوال بیشتر پادشاهی مینگ را سبب شده بودند. نخستین کاری که امپراتور چونگ‌جن پس از به قدرت رسیدن انجام داد عزل آن دو و گرفتن امور کشور در دست خود بود. او تمام سعی خود را به کار بست تا دودمان مینگ را احیا کند ولی خزانهٔ سلطنتی به دلیل سال‌ها فساد درباریان خالی بود و امکان به کارگیری افراد شایسته در منصب‌های مهم وجود نداشت. از سوی دیگر، منچوها به رهبری خوانگ تای‌جی از ضعف دولت مرکزی مینگ استفاده کرده و مرزهای شمال شرقی کشور را مورد تاخت و تاز خود قرار داده بودند. در چنین شرایطی که مردم از یک سو مورد هجوم دشمن قرار داشتند و از سوی دیگر با قحطی ناشی از خشکسالیهای پی در پی دست و پنجه نرم می‌کردند، دولت برای تأمین هزینه‌های خود مالیات دریافتی از مردم را افزایش داد و باعث بروز اعتراضات و شورش‌های بسیاری در نقاط مختلف کشور شد که از آن جمله می‌توان به شورش‌های دهقانی به رهبری لی زی‌چنگ اشاره نمود.
در ۱۶۳۰، چونگ‌جن نسبت به وفاداری یکی از ژنرال‌های ارتش خود به نام یوان چونگ‌هوان ظنین شد زیرا خواجگان اسیر شده به دست منچوها که موفق به فرار شده بودند به ام‍پراتور اطلاع دادند که ژنرال یوان با دشمن همکاری می‌کند. در واقع این اتهام پاپوشی بود از سوی منچوها برای از میان برداشتن یوان چونگ‌هوان زیرا او تواناترین ژنرال ارتش مینگ در عقب نگاه داشتن منچوها بود و با وجود او امکان فتح کشور چین وجود نداشت. سرانجام ژنرال یوان در همان سال به جرم خیانت به کشور محکوم به مرگ به روش قطعه قطعه کردن آرام گردید و این اعدام علاوه بر ایجاد شورش و ناآرامیهای بیشتر در کشور، نشانگر نابودی حتمی سلسه مینگ به دلیل نبود فرمانده‌ای توانا برای مقابله با منچوها نیز بود. پس از اعدام ژنرال یوان چونگ‌هوان، وو سن‌گویی جانشین او شد.

## مرگ چونگ‌جن و پایان دودمان مینگ
در روز ۲۴ آوریل ۱۶۴۴، گروه عظیمی از شورشیان به رهبری لی زی‌چنگ موفق به تصرف بیجینگ، پایتخت امپراتوری شدند. امپراتور چونگ‌جن با به صدا درآوردن زنگ مخصوص خواهان حضور وزرایش برای برگزاری جلسه‌ای اضظراری شد ولی هیچ‌کس نیامد. چونگ‌جن که می‌دید سلسلهٔ مینگ به پایان خود رسیده‌است، با جمع کردن تمام خاندان سلطنتی، از آنها، به جز پسرانش، خواست تابه جای تسلیم شدن به زندگی خود پایان دهند. ملکه خود را حلق‌آویز کرد و دیگر زنان و دخترانش را نیز خود کشت. اما شاهزاده‌خانم چانگ‌پینگ در برابر فرمان پدرش مقاومت نمود و امپراتور که خشمگین شده بود دست چپ او را قطع نمود.
سرانجام در بامداد روز ۲۵ آوریل ۱۶۴۴، چونگ جن در حالی‌که موهایش آشفته، آستین لباسش آغشته به خون و تنها یک کفش به پا داشت همراه با وانگ چنگ‌ئن، خواجهٔ اعظم و وفادار به امپراتور از شهر ممنوعه خارج شده و به سمت باغ سلطنتی جینگ‌شان که در شمال آن قرار داشت فرار می‌کند. از تپهٔ میشان بالا می‌رود و با کمک وانگ چنگ‌ئن خود را بر درخت پاگودایی که رو به شهر ممنوعه دارد و در دوران امپراتوری چینگ به درخت ادیب چینی گنهکار شهرت یافت∗ دار می‌زند و با مرگ خود به سلسلهٔ مینگ پایان می‌دهد.